# Arsenopyriet
Het mineraal arsenopyriet is een ijzer-arseen-sulfide. De naam van het mineraal arsenopyriet is afgeleid van de samenstelling, pyriet met arseen. Het is dus een verbinding van een sulfide met een ijzer- en een arseenatoom en heeft molecuulformule FeAsS.
Arsenopyriet zet zich in kristallen af. Het heeft een monoklien kristalstelsel met in de afbeelding een eenheidscel. Het heeft een duidelijke splijting volgens kristalvlak [110]. Het is opaak, het is wit of staalgrijs met een metallische glans en het heeft een zwarte streepkleur. De massadichtheid is 6,07 kg/dm3 en de hardheid op de schaal van Mohs is vijf. Arsenopyriet wordt na verhitting magnetisch. Het is niet radioactief, maar wel giftig.
Arsenopyriet is het belangrijkste ertsgesteente waar arseen uit wordt gewonnen. Bij verhitting van arsenopyriet sublimeert het arseen, dat giftig is. Iemand die het heeft aangeraakt wordt aangeraden meteen haar of zijn handen te wassen. Het komt vooral in hydrothermale aders met een hoge temperatuur voor, maar ook in pegmatieten en contactmetamorfe gesteenten. De belangrijkste bronnen van arsenopyriet bevinden zich in Rusland, China, Zweden en Mexico.

eenheidscel